# Ечемик (род)
Ечемѝкът (Hordeum), е род едносемеделни растения от семейство Житни. Включва над 40 вида, които са тревисти едногодишни или многогодишни растения. Обикновеният ечемик (Hordeum vulgare) е една от най-важните земеделски култури.
В България се срещат следните видове:
- H. bulbosum (луковичен ечемик) – многогодишно растение, което в България расте до ок. 800 м надморска височина по пасища, ливади, залежи и нарядко из равнините.
- H. secalinum (ръжевиден ечемик) – многогодишно растение с фуражно значение, което в България се среща из влажни ливади в Софийското поле, Тракийската низина и във Варненско.
- H. murinum (миши ечемик) – едногодишно растение, срещащо се в България по буренясали места и край пътища в равнините и предпланинските райони.
  - H. leporinum (заешки ечемик) – считан за подвид на H. murinum.[3]
- H. marinum, представен с подвида H. marinum subsp. gussoneanum[4] (синоним: H. hystrix – четинест ечемик)  – едногодишно растение, срещащо се нарядко в ниските и хълмистите части на България: край пътища, буренливи места, на засолени почви и по ливади.
- H. vulgare (обикновен ечемик) – едногодишно растение, отглежда се в цяла България.

Видове, причислявани в миналото към този род, са:
- Горски ечемик (Hordeum sylvaticum),[2] – прието название Hordelymus europaeus.[5]
- Дългоосилест ечемик (Hordeum crinitum) и грапав ечемик (Hordeum asperum)[2] – считат се днес за представители на Taeniatherum caput-medusae.[6]